# Trafiksektion
Trafiksektion var en sektion, för omhänderhavande av de åligganden, som tillhörde trafikavdelningen, av en större järnväg, vid Statens Järnvägar ett distrikt, som förestods av en trafikinspektör. Svenska statens järnvägar omfattade 1919 20 trafiksektioner.